# جامعة تبليسي الحكومية
جامعة تبليسي الحكومية (بالإنجليزية: Tbilisi State University)‏ هي جامعة عامة في جورجيا تأسست عام 1918.

## أشهر خريجي الجامعة
- زوراب جفانيا
- جيفي ألخازيشفيلي
- بولاط أوكوجاوا
- فيكتور سانييف

## إحصائيات
يبلغ عدد طلاب الجامعة 30,000 طالب.

## وصلات خارجية
الموقع الإلكتروني